# Little Simz
Simbiatu "Simbi " Abisola Abiola Ajikawo (* 23. února 1994), spíše známá jako Little Simz, je britská rapperka, zpěvačka a herečka. Pozornost si získala vydáním tří nezávislých alb A Curious Tale of Trials + Persons (2015), Stillness in Wonderland (2016) a Grey Area (2019), z nichž poslední postoupilo do užšího výběru na Mercury Prize a získalo ceny za nejlepší album na Ivor Novello Awards a NME Awards.
Ajikawo se narodila v Islingtonu v Londýně nigerijským rodičům a etnicky je Joruba. Vystudovala Highbury Fields School v Londýně a později Westminster Kingsway College a The University of West London, odkud poté pokračovala ve své hudební kariéře.
Svou hudbu popisuje jako rapovou a experimentální. I když je úzce spjata s žánrem grime, inspirovala se i jinými žánry včetně reggae, blues, synth-rocku a jazzového R&B. V mládí ji ovlivnila hudba od Busta Rhymes, Nas a Biggie Smalls a Lauryn Hillové. Pro své album Sometimes I Might Be Introvert čerpala inspiraci i od jazzových hudebníků Niny Simone, Johna Coltrana a Billie Holiday.

## Diskografie

### Studiová alba
- A Curious Tale of Trials + Persons (2015)
- Stillness in Wonderland (2016)
- Grey Area (2019)
- Sometimes I Might Be Introvert (2021)
- No Thank You (2022)

### Mixtapes
- Stratosphere (2010)
- Stratosphere 2 (2011)
- XY.Zed (2013)
- Blank Canvas (2013)